# Kuttusaari (ö i Tammerfors, lat 61,31, long 23,67)
Kuttusaari är en ö i Finland. Den ligger i sjön Pyhäjärvi och i kommunen Vesilax i den ekonomiska regionen Tammerfors och landskapet Birkaland, i den södra delen av landet, 140 km nordväst om huvudstaden Helsingfors. Öns area är 8,3 hektar och dess största längd är 480 meter i nord-sydlig riktning.